# Zettersfeld
Koordinaten: 46° 52′ 13″ N, 12° 47′ 21″ O
Das Zettersfeld ist ein Wintersportgebiet in Osttirol. Es erstreckt sich über zwei Gemeinden. Der westliche Teil liegt auf dem Gemeindegebiet von Thurn, der östliche auf dem von Nussdorf-Debant. Das Schigebiet befindet sich am Fuße der Schleinitz. Der Liftanlagen und Pisten werden von den Lienzer Bergbahnen betrieben, die auch die Lifte am Hochstein, dem „Hausberg“ der Stadt Lienz betreiben. Die Bahnen sind in der Sommer- und Wintersaison in Betrieb.

## Gebiet

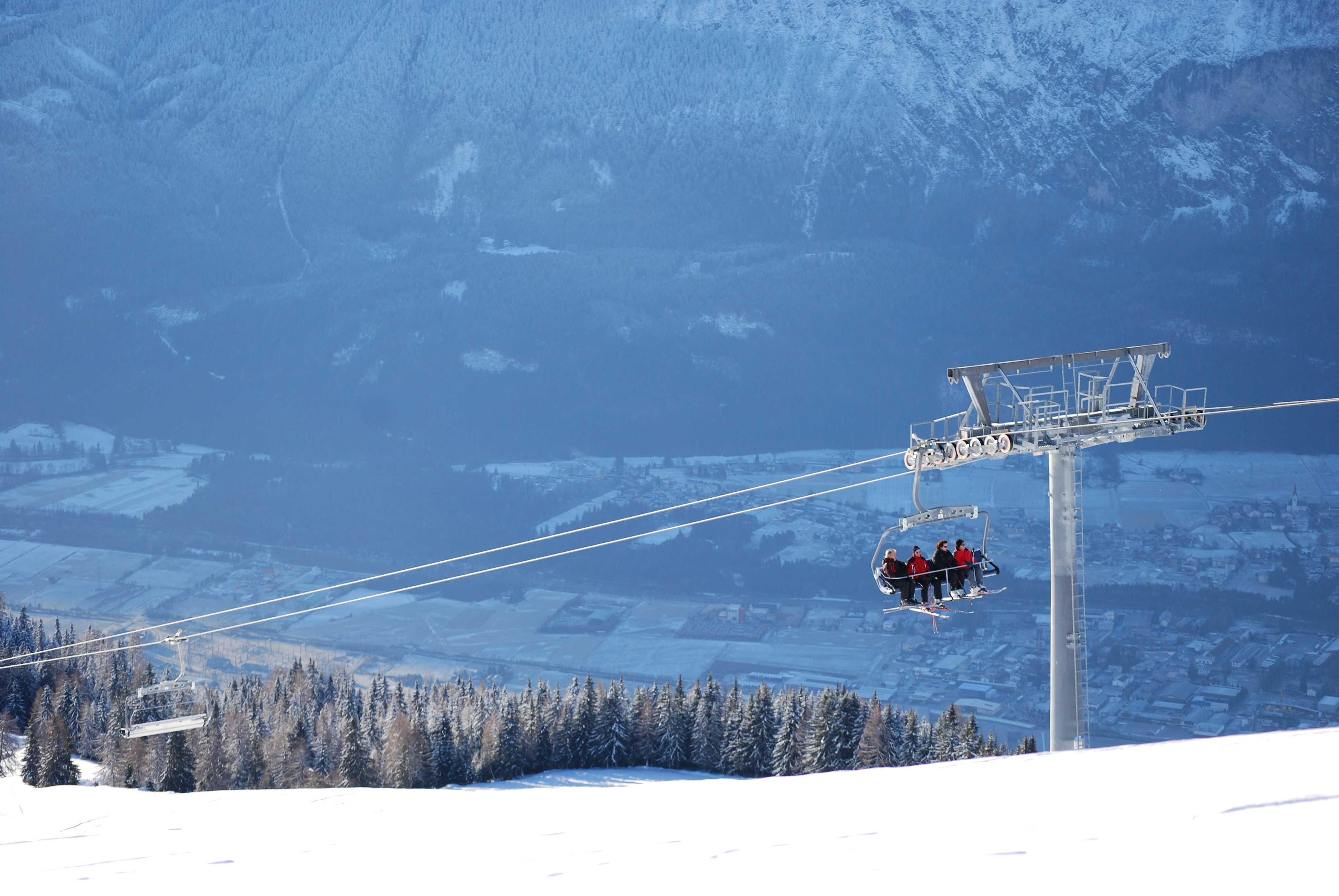
Die 6-er-Sesselbahn Faschingalm ist seit 2003 in Betrieb und ersetzte den Schlepplift aus den 1970er-Jahren.

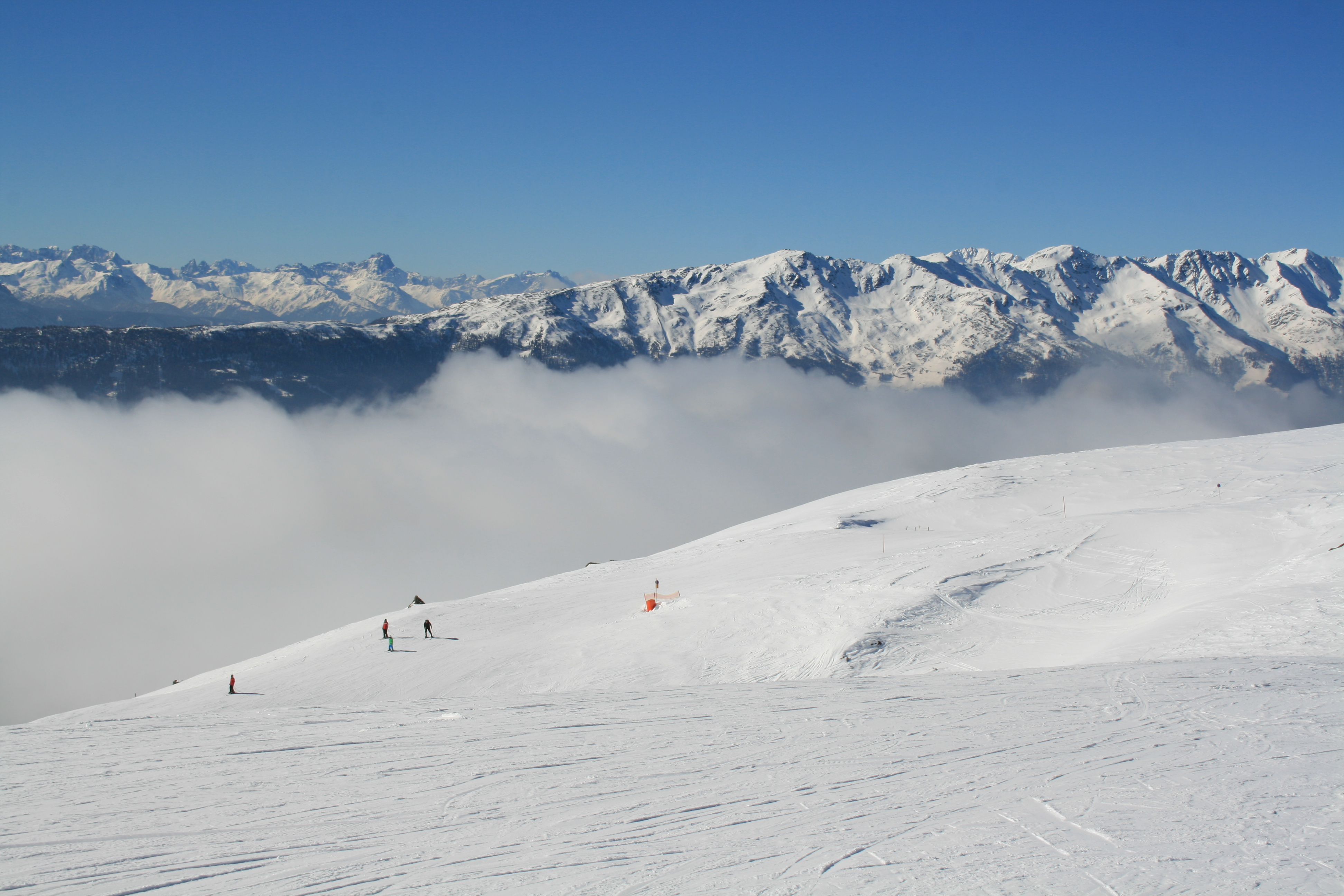
Skipiste oberhalb der Faschingalm

Das Schigebiet umfasst sieben Liftanlagen, von denen sich sechs am Berg befinden und eine im Tal. Die Zettersfeld-Einseilumlaufbahn (EUB) führt vom Tal auf 1816 m. Von dort aus lassen sich mit Ausnahme der 6er Sesselbahn Faschingalm alle am Berg befindlichen Seilbahnanlagen erreichen.

## Liftanlagen
| Name                      | Hersteller | Talstation | Länge  | Bergstation | Fahrzeit   | Baujahr |
| ------------------------- | ---------- | ---------- | ------ | ----------- | ---------- | ------- |
| 4-EUB Zettersfeld         | Doppelmayr | 0.728 m    | 2834 m | 1812 m      | 10 min     | 1985    |
| 6-CLD Faschingalm         | Doppelmayr | 1672 m     | 1950 m | 2188 m      | 7:10 min   | 2003    |
| 4-CLD Steinermandl        | Doppelmayr | 1826 m     | 1301 m | 2218 m      | 4:50 min   | 1993    |
| 4-CLF Wartschenbrunn      | Doppelmayr | 1766 m     | 790 m  | 1979 m      | 7:10 min   | 2005    |
| Schlepplift Schoberköpfel | Doppelmayr | 2060 m     | 686 m  | 2249 m      | 6:20 min   | 1984    |
| Tellerlift Biedneralm     | Wito       | 1780 m     | 336 m  | 1829 m      | ,02:30 min | 1990    |

- Der höchste Punkt am Zettersfeld befindet sich am Schoberköpfl (2249 m). Von dort aus kann jeder Lift angesteuert werden. Über die Panoramaabfahrt gelangt man zur Bergstation der Faschingalmbahn.
- Als schwierigste Piste im gesamten Gebiet ist der Osthang gekennzeichnet. Als einzige Abfahrt am Zettersfeld verfügt er über das Prädikat „schwierig“.
- Die Faschingalm zeichnet sich durch ihre angenehm leichte Piste aus, wobei auch seit dem Jahr 2008 eine „rote Piste“ (Peheimabfahrt) zur Talstation der 6-er Bahn führt.
- Von der Steinermandlbahn aus lässt sich die längste Abfahrt im ganzen Schigebiet erreichen. Mit einer Länge von 2620 Metern ist dies die Familienabfahrt. Weiters sind dort auch anspruchsvollere Pisten mit dem Prädikat „mittel“ vorzufinden (Pflugabfahrt, Mittelhang).

Das Zettersfeld ist auch für schneearme Winter gerüstet, da etwa 90 % der Pisten mit Kunstschneeanlagen ausgestattet sind.

## Gesellschafter
Die Liftanlagen des Skigebiets werden von den Lienzer-Bergbahnen-Aktiengesellschaft betrieben.
Der Tourismusverband Lienzer Dolomiten und die Stadtgemeinde Lienz halten gemeinsam zu etwa gleichen Teilen fast 95 % der Anteile an der Lienzer-Bergbahnen-Aktiengesellschaft.